# Хилл, Вирджиния
Вирджиния Хилл (англ. Virginia Hill, 26 августа 1916, Lipscomb, Алабама — 24 марта 1966, Копль, Зальцбург) — одна из наиболее известных женщин гангстерского мира, была курьером по перевозке «чёрного нала» и любовницей знаменитого Багси Сигела; считается, что именно она стала причиной его гибели.

## Начало преступной карьеры
Вирджиния Хилл родилась 26 августа 1916 года в Лискомбе, штат Алабама. С детства была увлечена уголовным миром. Сначала Вирджиния организовывала вечеринки в принадлежавших мафии ночных клубах Манхэттена, а потом присоединилась к группировке знаменитого Аль Капоне, где работала курьером по перевозке «чёрного нала». В Голливуде Вирджиния занималась шантажом: в своём особняке устроила «место интимных встреч» для представителей местной элиты, а потом вымогала деньги из гостей, грозя им компроматом.

## Багси Сигел
В Лос-Анджелесе Вирджиния Хилл встретила Багси, куда тот отправился по делам. Сигел влюбился в красавицу-скандалистку Вирджинию. Ради любимой он даже сделался двоежёнцем: не разведясь с законной женой, Багси тайно расписался с Вирджинией в Мексике.

### «Фламинго»
В начале 1945 года Сигел мечтал об оазисе азартных игр в пустыне. Если верить легенде, он выбрал одинокое место в семи милях от центра Лас-Вегаса и бросил символический кусок грязи в том месте, где спустя два года было построено «Фламинго» со словами «Через несколько лет это место будет заполнено красивыми гостиницами». Сигел уговорил Мейера Лански и Лаки Лучано вложить в дело 1 миллион долларов (первоначально задуманная стоимость отеля-казино). Позже сумма возросла до 6 миллионов долларов. Багси назвал его в честь Вирджинии Хилл «Фламинго» (у неё были длинные и худые ноги). Он завёл в нескольких европейских банках счета на имя Вирджинии Хилл и отправлял туда изъятые из строительства деньги. Сигел обещал инвесторам, что откроет «Фламинго» сразу после Рождества в 1946 году. Хотя к дате открытия отель-казино не был достроен, оно всё равно открылось в ночь на 26 декабря 1946 года. Два самолёта со звёздами Голливуда прибыли в Лас-Вегас, на открытие «Фламинго». Там было 30-40 звёзд, включая Кларка Фронтона, Лану Тёрнер и Джоан Кроуфорд. Но не была достроена гостиница, и людей просто негде было размещать. Казино закрылось 1 февраля 1947 года и вновь открылось 1 марта уже с гостиницей в 200 номеров. С этого момента казино стало приносить ощутимый доход и считаться «королевой Лас-Вегаса» на многие годы. Но это не спасло Багси. Ещё со времени строительства мафия заинтересовалась оттоком денег из «Фламинго». Частые вояжи Вирджинии Хилл в Цюрих только усиливали их подозрения. Принимая во внимание её опыт перевозки «чёрного нала», цель этих поездок была более чем понятной. Вирджиния любила деньги намного больше, чем Багси. Именно она предложила ему нажиться на Лас-Вегасе ещё до того, как Лас-Вегас наживётся на азартных игроках. Но законы преступного мира гораздо действеннее и жёстче мира цивилизованного. Позже Лаки Лучано сказал своему биографу, что судьба Багси была решена в декабре 1946 года, когда было обнаружено, что Вирджиния вносила деньги в швейцарский банк.

### Убийство
Вечером 20 июня 1947 года Багси находился в бунгало в Беверли-Хиллс, которое служило ему местом встреч с Хилл, и, сидя на диване, читал газеты. Вирджинии дома не было: несколькими днями ранее они с Сигелом поссорились, и она демонстративно уехала в Европу. Около половины одиннадцатого киллер выстрелил в открытое окно. Одна из пуль попала Багси около переносицы и выбила глаз, четыре другие прошили его тело и вызвали моментальную смерть. Расследование полиции зашло в тупик, и это убийство осталось нераскрытым.
По одной из версий ссора была не случайной: Мейер Лански посоветовал Вирджинии уехать, к тому же только Вирджиния знала счета, на которых хранились украденные деньги. Хилл скрылась, выдав местонахождение Сигела, хотя сама она всегда отрицала этот факт.

## Побег в Европу
Хилл предстала перед комитетом Кефовера в 1951 году по обвинению в неуплате налогов. Вирджиния смогла скрыться в Европе от властей Америки со своим новым мужем Хансом Хаузером, лыжным инструктором. Но очень скоро они расстались. Вирджиния отдала мафии присвоенные деньги, а вскоре потратила и личное состояние. Ей пришлось переселиться в Австрию и жить на зарплату сына-официанта.

## Смерть
24 марта 1966 года Хилл совершила самоубийство в Зальцбурге. Она умерла в возрасте 49 лет, приняв большую дозу снотворного.

## Образ
- Жизнь Вирджинии легла в основу биографического фильма «История Вирджинии Хилл» 1974 г. с Дайан Кэннон в главной роли.
- В фильме «Багси» (1991) роль Вирджинии Хилл исполнила Аннетт Бенинг.